# Lista miliarderów, którzy polecieli w kosmos
Lista miliarderów, którzy polecieli w kosmos obejmuje miliarderów, którzy polecieli w przestrzeń kosmiczną.

## Lista
| Miliarder         | Misja                    | Data startu      | Data powrotu         | Uwagi |
| ----------------- | ------------------------ | ---------------- | -------------------- | --- |
| Dennis Tito       | Sojuz TM-32/TM-31        | 28 kwietnia 2001 | 6 maja 2001          | Pierwszy miliarder w przestrzeni kosmicznej, pierwszy kosmiczny turysta na pokładzie Międzynarodowej Stacji Kosmicznej.                                                     |
| Mark Shuttleworth | Sojuz TM-34/TM-33        | 25 kwietnia 2002 | 2 maja 2002          | Pierwszy astronauta Republiki Południowej Afryki oraz pierwsza osoba z Afryki w kosmosie, drugi turysta kosmiczny na pokładzie Międzynarodowej Stacji Kosmicznej.           |
| Charles Simonyi   | Sojuz TMA-10/TMA-9       | 7 kwietnia 2007  | 21 kwietnia 2007     | Pierwszy dwukrotny turysta kosmiczny. |
| Charles Simonyi   | Sojuz TMA-13/TMA-12      | 26 marca 2009    | 8 kwietnia 2009      | Pierwszy dwukrotny turysta kosmiczny. |
| Guy Laliberté     | Sojuz TMA-16/TMA-14      | 30 września 2009 | 11 października 2009 | Pierwszy kanadyjski turysta kosmiczny oraz ostatni turysta kosmiczny przed zamknięciem amerykańskiego programu Space Transportation System.                                 |
| Richard Branson   | Virgin Galactic Unity 22 | 11 lipca 2021    | 11 lipca 2021        | Pierwszy miliarder, który poleciał własnym statkiem kosmicznym w przestrzeń kosmiczną.                                                                                      |
| Jeff Bezos        | Blue Origin NS-16        | 20 lipca 2021    | 20 lipca 2021        | Pierwszy miliarder, który przeleciał własnym statkiem kosmicznym nad linią Kármána.                                                                                         |
| Jared Isaacman    | SpaceX Inspiration4      | 15 września 2021 | 18 września 2021     | Pierwszy w pełni prywatny cywilny lot na niską orbitę okołoziemską. |
| Yūsaku Maezawa    | Sojuz MS-20              | 8 grudnia 2021   | 20 grudnia 2021      | Trzynasty japoński astronauta oraz pierwszy japoński turysta kosmiczny. |
| Larry Connor      | Axiom Mission 1          | 8 kwietnia 2022  | 25 kwietnia 2022     | Pierwszy załogowy lot dla firmy Axiom Space oraz pierwszy prywatny lot kosmiczny na Międzynarodową Stację Kosmiczną, a także pierwszy lot izraelskiego turysty kosmicznego. |
| Eytan Stibbe      | Axiom Mission 1          | 8 kwietnia 2022  | 25 kwietnia 2022     | Pierwszy załogowy lot dla firmy Axiom Space oraz pierwszy prywatny lot kosmiczny na Międzynarodową Stację Kosmiczną, a także pierwszy lot izraelskiego turysty kosmicznego. |
| John Shoffner     | Axiom Mission 2          | 21 maja 2023     | 31 maja 2023         | Drugi prywatny lot kosmiczny na Międzynarodową Stację Kosmiczną. |
| / Chun Wang       | Fram2                    | 1 kwietnia 2025  | 4 kwietnia 2025      | Misja badania biegunów |